# Младежко
Младежко (болг. Младежко) — село в Бургасской области Болгарии. Входит в состав общины Малко-Тырново. Находится примерно в 23 км к северо-западу от центра города Малко-Тырново и примерно в 40 км к югу от центра города Бургас. По данным переписи населения 2011 года, в селе проживало 30 человек, преобладающая национальность — болгары.

## Население
| Год     | 1934 | 1946 | 1956 | 1965 | 1975 | 1985 | 1992 | 2001 | 2011 |
| ------- | ---- | ---- | ---- | ---- | ---- | ---- | ---- | ---- | ---- |
| Жителей | 212  | 236  | 250  | 116  | 56   | 32   | 39   | 36   | 30   |

|  |